# Nitrit de sodi
El nitrit de sodi (antigament nitrit sòdic) és un compost utilitzat com a conservant en carns i peix, com additiu alimentari i en medicina. A la Unió Europea, el seu Codi E és el 250.

## Preparació i conservació

### Preparació al laboratori
El nitrit de sodi es pot preparar al laboratori reduint el nitrat de sodi amb plom.
NaNO₃ + Pb → NaNO₂ + PbO
Es fon el nitrat de sodi i s'afegeix, a poc a poc, el plom trossejat, tot remenant i barrejant-ho. Quan es refreda s'aboca el producte en una càpsula. Es renta el producte amb uns 200 ml d'aigua calenta i es repeteix el rentat però amb menys aigua. Per eliminar el plom es fa passar un corrent de diòxid de carboni, que el fa precipitar. Es filtra, es neutralitza amb àcid nítric i es concentra. Els cristalls obtinguts es renten amb aigua freda o etanol fred i s'evaporen a sequedat les aigües mare. El residu es fon, es deixa refredar en un dessecador i es guarda en un envàs hermèticament aïllat.

### Conservació
El nitrit de sodi s'ha de conservar en envàs completament aïllat, ja que l'oxigen de l'aire pot oxidar el nitrit a nitrat.

## Usos

### Alimentació
El nitrit de sodi s'utilitza com a conservant (E-250) en la indústria alimentària.

### Medicina
Recentment, s'ha trobat en el nitrit de sodi un mitjà per augmentar el flux de sang en dilatar els vasos sanguinis, ja que actua com a vasodilatador. S'està investigant per determinar la seva utilitat en tractaments per l'anèmia de cèl·lules falciformes, la intoxicació per cianur, atacs al cor, els aneurismes cerebrals, i la hipertensió pulmonar en els nens.
El nitrit de sodi es fa servir junt amb el tiosulfat de sodi quan es tracta l'enverinament per cianur.

### Additiu alimentari
A principi del segle XX el curat dels aliments era irregular i això va portar a investigar l'acció del nitrit de sodi en els aliments. Per aquesta recerca es va saber que el nitrit de sodi inhibia el creixement dels microorganismes indesitjables i dona gust i color a la carn; i inhibia l'oxidació dels lípids que provoca l'enranciment. El seu Codi E  és E250. El nitrit de potassi (E249) es fa servir de la mateixa manera. El seu ús està aprovat en la UE, USA i Austràlia i Nova Zelanda.

#### Inhibició del creixement microbià
El nitrit de sodi inhibeix el creixement de les espores de Clostridium botulinum en les carns refrigerades.